# 傅臘塔
傅臘塔（穆麟德轉寫：fulata，17世纪—1694年），一作傅拉塔，伊尔根觉罗氏，滿洲鑲黃旗，清朝政治人物、清朝刑部尚書。

## 生平
傅臘塔家族世居長白山之訥殷，其曾祖福祿天聰年间归附后金。为筆帖式出身，授内阁中书，迁侍读，康熙十二年，任清太宗文皇帝實錄纂修官，后升任翰林院侍讀學士。康熙十八年，任明史館提調官；康熙十九年（1680年），授山东道御史。康熙二十一年，任日講起居注官、經筵講官。康熙二十二年，任太宗文皇帝聖訓纂修官、世祖章皇帝聖訓纂修官；詹事府詹事、通政使。康熙二十四年，任刑部右侍郎；次年改兵部右侍郎、戶部右侍郎、吏部右侍郎。康熙二十五年（1686年），出为陕西布政使。康熙二十六年（1687年），擢左副都御史，迁工部侍郎。康熙二十七年（1688年）接替董訥擔任兩江總督。康熙三十年，任刑部左侍郎；次年改吏部左侍郎。康熙三十三年，升任左都御史。康熙三十六年五月丁酉，接替圖納，擔任清朝刑部尚書，后革。由安布祿接任。為官廉潔自持，與于成龍齊名，追赠太子太保，谥清端，給騎都尉世職。康熙四十四年（1705年），特賜匾額“兩江遺愛”，雍正中，入祀賢良祠。
傅臘塔之子雙喜之女为為康熙第二十二子允祜之嫡福晉。